# Autoroute des Deux Mers
Pour les articles homonymes, voir A61, A62 et Autoroute des Deux Mers (homonymie).
L'autoroute des Deux Mers est une autoroute française qui relie l'océan Atlantique à la mer Méditerranée en passant par Toulouse.
Elle est composée des autoroutes A62 (tronçon ouest) entre Bordeaux et Toulouse, d'un petit bout du périphérique de Toulouse et de l'A61 (tronçon est) entre Toulouse et Narbonne. Elle est en 2x2 voies sur les trois-quarts de son parcours, sinon à 2x3 voies entre l'A20 au sud de Montauban et l'aire de Port-Lauragais au sud-est de Toulouse.
Les principales villes desservies sont Bordeaux, Agen, Toulouse, Castelnaudary, Carcassonne et Narbonne via l'A9.
Elle passe notamment devant la Cité de Carcassonne et est une des rares liaisons "transversales" françaises. Sur sa partie est (A61), elle longe le Canal du Midi.
Les deux autoroutes A61 et A62 sont concédées à la société Vinci Autoroutes (réseau ASF), la fréquence d'information autoroutière 107.7 FM, Radio Vinci Autoroutes est émise. Seuls la sortie de Bordeaux et le périphérique est de Toulouse sont gratuites.

## Liste des sorties

### De Bordeaux à Toulouse (A62)
Section non-concédée gérée par la DIR Atlantique et gratuite.
- Échangeur entre Rocade de Bordeaux (A630) et A62 : 
  - Rocade intérieure : Bassin d'Arcachon, Bayonne (A63),  Mérignac, Villenave-d'Ornon
  - Rocade extérieure : Paris, (A10), Lyon (A89), Bordeaux, Bègles,  Saint-Jean
  -   Limitation à 130 km/h.
- 1 Saint-Médard-d'Eyrans à 6 km : Cadaujac, Martillac, Saint-Médard-d'Eyrans, Léognan, Technopole Bordeaux Montesquieu
- 1.1 La Brède à 10 km : Tarbes, Pau, Agen, Langon par RD, La Brède

Section concédée à ASF et payante (sauf le périphérique de Toulouse).
- Péage de Saint-Selve
  -  Aire de service des Terres de Graves (dans les deux sens)
- 2 Podensac à 26 km : Podensac, Cadillac
- 3 Langon à 37 km : Tarbes, Pau, Mont-de-Marsan, Bazas, Langon, Sauternes
- Échangeur entre A65 et A62 : Pau, Mont-de-Marsan, Saragosse, Tarbes (A64) (situé à l'emplacement de l'ancienne aire de repos d'Auros)
  -  Aire de repos de Bazadais (dans les deux sens) (ancienne aire de service)
- 4 La Réole à 55 km : Libourne, La Réole

Passage du département de la Gironde à celui de la Lot-et-Garonne
- Aire de repos de Cocumont (dans les deux sens)
- 5 Marmande à 72 km : Bergerac, Tonneins, Casteljaloux, Marmande
  -  Aire de service Mas-d'Agenais (dans les deux sens) (ancienne aire de repos)
  -  Aire de repos de Queyran (dans les deux sens) (ancienne aire de service)
- 6 Aiguillon à 93 km : Villeneuve-sur-Lot, Mont-de-Marsan, Nérac, Tonneins, Casteljaloux, Damazan, Aiguillon
  -  Aire de repos Buzet-sur-Baïse (dans les deux sens)
  -  Aire de repos Bruch (dans les deux sens)
  -  Aire de service Agen Porte d'Aquitaine (dans les deux sens)
- 6.1 Agen - ouest à 119 km : Agen, Périgueux, Nérac, Parc de Loisirs - Centre Aquatique,  Gare T.G.V
  -  Aire de repos Estillac (sens  Toulouse-Bordeaux)
- 7 Agen - centre à 124 km : Villeneuve-sur-Lot, Fumel, Auch, Agen, Condom, Nérac, Lectoure, Le Passage d'Agen
  -  Aire de repos Moirax (sens  Bordeaux-Toulouse)
  -  Aire de repos Layrac (dans les deux sens)

Passage du département du Lot-et-Garonne à celui du du Tarn-et-Garonne.
 Passage de la région Nouvelle-Aquitaine à celui l'Occitanie .
- Aire de repos Dunes (dans les deux sens)
- 8 Valence-d'Agen à 149 km : Cahors, Lectoure, Valence d'Agen, Auvillar (plus beau village de France).
  -  Aire de service de la Garonne (dans les deux sens)
- 9 Castelsarrasin à 169 km : Castelsarrasin, Moissac
  -  Aires de repos Escatalens (sens  Bordeaux-Toulouse),  Forêt de Saint-Porquier (sens Toulouse-Bordeaux)
  -  Aires de repos Forêt de Montech (sens  Bordeaux-Toulouse),  Lacourt-Saint-Pierre (sens Toulouse-Bordeaux)
- (projet)[1] 10 Montauban - ouest : Montauban, Montech, Lacourt-Saint-Pierre, Bressols
- Échangeur entre A20 et A62 ( 10 Montauban) à 193 km : Paris, Orléans, Vierzon, Limoges, Montauban 
  -  2 × 3 voies
  -  Aires de repos Naudy (sens  Bordeaux-Toulouse),  Campsas (sens Toulouse-Bordeaux)

Passage du département de Tarn-et-Garonne à celui de la Haute-Garonne.
- Aire de service du Frontonnais (dans les deux sens)
- 10.1 Eurocentre à 213 km : Grenade, Z. I. Saint-Jory - nord, Villeneuve-lès-Bouloc
- 11 Saint-Jory à 219 km : Fronton, Fenouillet, Saint-Alban, Saint-Jory
  -  Limitation à 110 km/h.
- Péage de Toulouse-Nord
- Échangeur entre A620 (Périphérique Ouest) et A62 (Périphérique Est) : Tarbes, Lourdes (A64),  Blagnac, Toulouse - centre, Auch

### Périphérique Est de Toulouse(A62/A61)
Début de la partie appartenant au Périphérique de Toulouse.
- Limitation à 90 km/h.
- 12 Les Izards à 227 km : Toulouse, Agen, Montauban par RD, Aucamville, Villemur, Castelginest (demi-échangeur)
- 13 Borderouge 229 km : Toulouse, Launaguet (Ouvert depuis le 23/12/2016)[2]
- 14 Croix-Daurade à 230 km : Albi par RD, L'Union, Toulouse - Bonnefoy
- Échangeur entre A68, A61 et A62 à 231 km : Castres, Albi, Lavaur

Fin de l'autoroute A62 et continue sur l'A61
- 15 La Roseraie à 231 km : Toulouse - centre, Jolimont, Lavaur par RD
- 16 Soupetard à 233 km : Toulouse, Balma
- 17 Lasbordes à 235 km : Toulouse - Cité de l'Hers, Castres par RD, Quint-Fonsegrives
- (en projet)[3]  17.1 Cité de l'espace : Cité de l'espace
- 18 Montaudran à 237 km : Toulouse, Saint-Orens-de-Gameville, Revel
- Échangeur entre A620 (Périphérique Ouest) et A61 +  19 Le Palays (Échangeur du Palays) à 239 km : 
  - Périphérique Ouest : Tarbes, Lourdes (A64), Foix par RD,  Blagnac, Toulouse - centre, Pont des Demoiselles
  -  19 : Carcassonne par RD, Labège, Castanet-Tolosan, Ramonville-Saint-Agne, Parc Technologique du Canal

Fin de la partie appartenant au périphérique de Toulouse

### De Toulouse à Narbonne (A61)
- Péage de Toulouse-Sud
  -  Limitation à 130 km/h.
  -  Aire de service de Toulouse-Sud (dans les deux sens)
- 19.1 Montgiscard à 250 km : Castanet-Tolosan, Escalquens, Montgiscard, Baziège, Parcs d'activités Sicoval Sud
  -  Aires de repos d’Ayguesvives (sens  Toulouse-Narbonne),  de Baziège (sens Narbonne-Toulouse)
- Échangeur entre A61 et A66 : Andorre, Foix, Pamiers, Nailloux
- 20 Villefranche-de-Lauragais à 264 km : Auterive, Lavaur, Revel, Villefranche de Lauragais
  -  Aires de repos de Renneville (sens  Toulouse-Narbonne),  de Villefranche-de-Lauragais (sens Narbonne-Toulouse)
  -  Limitation à 110 km/h.
  -  Aire de service de Port-Lauragais (dans les deux sens) (aires accessibles entre elles par un passage routier inférieur à l'autoroute)
  -  Rétrécissement à 2 × 2 voies
  -  Limitation à 130 km/h.

Passage du département de la Haute-Garonne à celui de l'Aude
- 21 Castelnaudary à 288 km : Castres, Mazères, Revel, Castelnaudary
  -  Aires de repos de Mireval (sens  Toulouse-Narbonne),  de Castelnaudary (sens Narbonne-Toulouse)
- 22 Bram à 301 km : Foix, Limoux, Mirepoix, Bram
  -  Aires de repos de Montréal (sens  Toulouse-Narbonne),  de Bram (sens Narbonne-Toulouse)
  -  Aire de service de Carcassonne-Arzens (dans les deux sens)
- 23 Carcassonne - ouest à 319 km : Mazamet, Carcassonne - centre, Z. I., Limoux
  -  Aires de repos du Belvédère de la Cité (sens  Narbonne-Toulouse),  du Belvédère d'Auriac (sens Toulouse-Narbonne)
- 24 Carcassonne - est à 329 km : Carcassonne - centre, La Cité, Trèbes
  -  Aire de service des Corbières (dans les deux sens)
  -  Aires de repos de Fontcouverte (sens  Toulouse-Narbonne),  de La Peyrière (sens Narbonne-Toulouse)
- 25 Lézignan-Corbières à 357 km : Lézignan-Corbières, Fabrezan
  -  Élargissement à 2 × 3 voies
  -  Aire de repos de Bizanet (dans les deux sens)
  -  Aires de repos de Narbonne-Jonquières (sens  Toulouse-Narbonne),  de Pech Loubat (sens Narbonne-Toulouse)
  -  Limitation à 110 km/h.
  -  Limitation à 90 km/h.
- Échangeur entre A9 et A61 à 377 km : Lyon (A7), Béziers (A75), Montpellier, Narbonne, Barcelone, Perpignan.

## Lieux touristiques
- Bordeaux
- Entre-Deux-Mers (AOC)
- Langon
- Château de Buzet-sur-Baïse, visible depuis l'autoroute
- Buzet (AOC)
- Walibi Sud-Ouest
- Auvillar, l'un des plus beaux villages de France
- Castelsarrasin
- Moissac, avec l'église Saint-Pierre et son cloître, classé au patrimoine mondial de l'Unesco
- Montauban
- Fronton (AOC)
- Bassin de la Garonne
- Toulouse (Place du Capitole, Cité de l'Espace)
- Castelnaudary (Cassoulet, canal du midi)
- Carcassonne, cité de Carcassonne
- Corbières (AOC)
- Minervois (AOC)
- Abbaye de Fontfroide (accès par Narbonne-Sud (sortie 38 de l'A9) ou Lézignan (sortie 25 )
- Narbonne, à l'issue de l'autoroute
- Canal du Midi : Le canal est parallèle à l'autoroute